# Taylor Dent
Taylor Dent (Newport Beach, California, 24 de abril de 1981) es un extenista profesional estadounidense. Dent llegó a las semifinales de los Juegos Olímpicos de Atenas 2004, donde fue derrotado por Nicolás Massú y posteriormente en el partido por la medalla de bronce por Fernando González. Es hijo del tenista Phil Dent y primo de la famosa jugadora de voleibol Misty May-Treanor. El 8 de noviembre de 2010 anunció finalmente su retiro del mundo del tenis.

## Títulos

### Individuales (4)
| Leyenda                |
| Grand Slam (0)         |
| Tennis Masters Cup (0) |
| ATP Masters Series (0) |
| ATP Tour (4)           |

| N.º | Fecha                    | Torneo  | Superficie | Oponente en la final | Resultado   |
| --- | ------------------------ | ------- | ---------- | -------------------- | ----------- |
| 1.  | 8 de julio de 2002       | Newport | Césped     | James Blake          | 6-1 4-6 6-4 |
| 2.  | 17 de febrero de 2003    | Memphis | Dura       | Andy Roddick         | 6-1 6-4     |
| 3.  | 22 de septiembre de 2003 | Bangkok | Dura       | Juan Carlos Ferrero  | 6-3 7-6(5)  |
| 4.  | 29 de septiembre de 2003 | Moscú   | Moqueta    | Sargis Sargsian      | 7-6(5) 6-4  |

### Finalista en individuales (3)
- 2004: Tokio (pierde ante Jiri Novak)
- 2005: Adelaida (pierde ante Joachim Johansson)
- 2005: Indianápolis (pierde ante Robby Ginepri)

### Clasificación en torneos del Grand Slam
| Torneo          | 2010 | 2009 | 2006 | 2005 | 2004 | 2003 | 2002 | 2001 | 2000 | 1999 | 1998 | Títulos |
| --------------- | ---- | ---- | ---- | ---- | ---- | ---- | ---- | ---- | ---- | ---- | ---- | ------- |
| Australian Open | 2r   | 1r   | 1r   | 3r   | 3r   | -    | 3r   | -    | -    | -    | -    | 0       |
| Roland Garros   | 2r   | -    | -    | -    | 1r   | 1r   | -    | -    | -    | -    | -    | 0       |
| Wimbledon       | 2r   | 1r   | -    | 4r   | 3r   | 1r   | 3r   | 2r   | 1r   | -    | -    | 0       |
| US Open         | 2r   | 3r   | -    | 3r   | 2r   | 4r   | 1r   | 2r   | 1r   | 1r   | 2r   | 0       |

### Challengers singles (3)
| N.º | Fecha                    | Torneo    | Superficie | Oponente en la final | Resultado      |
| --- | ------------------------ | --------- | ---------- | -------------------- | -------------- |
| 1.  | 4 de junio de 2001       | Surbiton  | Césped     | Neville Godwin       | 4-6 7-6(3) 6-2 |
| 2.  | 14 de septiembre de 2009 | Tulsa     | Dura       | Wayne Odesnik        | 7-6(9) 7-6(4)  |
| 3.  | 9 de noviembre de 2009   | Knoxville | Dura (i)   | Ilia Bozoljac        | 6-3 7-6(6)     |